# Брава (порода)
Брава (фр. Brava) — порода великої рогатої худоби, що поширена на півдні Франції і походить від іспанських бойових биків, завезених до Франції у 1869 році. Племінну книгу відкрито у 1996 році.

## Історія
Порода походить від худоби, імпортованої у 19 столітті з Іспанії. Бойові бики були завезені у Арль (Камарг) у 1869 році, після того імпорт биків не повторювався до 1975 року. На півдні Франції вже існували змагання з використанням биків, наприклад, камарзькі гонитви (фр. cources camarguaises), натомість завезені бики призначалися для використання у боях биків, прийнятих на Піренейському півострові. Товариство заводчиків створено у 1920 році, племінну книгу відкрито у 1996 році.
У 2010 році налічувалося 4570 корів, що утримувалися у 76 господарствах. 2800 голів було занесено до племінної книги.

## Опис
Масть тварин чорна. Зріст бугаїв становить 135—140 см, корів — 115—120 см, жива маса бугаїв становить 400—650 кг, корів — 200—350 кг. Роги середньої довжини, ліроподібні, спрямовані вперед.
Селекція в породі ведеться в напрямку розвитку бойових якостей тварин для використання у кориді за іспанським і португальським типами.

## Поширення
Територія розповсюдження худоби подібна до території розповсюдження камарзької породи. Її розводять на півдні французьких регіонів Нової Аквітанії і Окситанії, зокрема у дельті річки Рона, на території площею 60 тис. га.

## Виноски
1. 1 2 3 4 5  Brava. // Valerie Porter, Lawrence Alderson, Stephen J.G. Hall, D. Phillip Sponenberg (2016). Mason's World Encyclopedia of Livestock Breeds and Breeding [Архівовано 21 грудня 2016 у Wayback Machine.] (sixth edition). Wallingford: CABI. — P. 138. ISBN 9781780647944. (англ.)
2. ↑  Race bovine de Combat. Сайт "Races de France" http://www.racesdefrance.fr. Races de France. Архів оригіналу за 17 березня 2017. Процитовано січень 2017. {{cite web}}: Зовнішнє посилання в |work= (довідка) [Архівовано 17 березня 2017 у Wayback Machine.] (фр.)